# Wejherowo
Wejherowo (kasjubisk Wejrowò; tysk Neustadt in Westpreußen) er en by i det nordlige Polen, i voivodskabet Pomorskie (Pommern). Byen blev grundlagt i 1643.
- befolkning: 47 300
- areal: 25,65 km²
- beliggenhed: 18°15' E 54°36' N
- postkode: 84-200 til 84-204
- telefonkode: (+48) 58